# Maschinenfabrik zu Hundisburg
Die Maschinenfabrik zu Hundisburg (auch englische Maschinen-Fabrik zu Hundisburg oder Nathusius Maschinen-Fabrik genannt) gehörte zu den Nathusius Gewerbeanstalten und bestand zu Beginn des 19. Jahrhunderts im Schloss Hundisburg sowie mit Teilen im Dorf Hundisburg im heutigen Sachsen-Anhalt. Die Geschichte der Fabrik begann mit der Anlage eines Kupferhammers und einer Eisengießerei im Jahr 1814 und endete nach einem Misserfolg bei der Dampfmaschinenherstellung im Jahr 1819. Die Hundisburger Fabrik war die erste Maschinenfabrik Norddeutschlands. Hier wurde eine hydraulische Presse zum Extrahieren von zuckerhaltigem Rübensaft konstruiert, die in der zeitgenössischen Literatur mehrfach besprochen wurde und als die erste ihrer Art in Deutschland galt. Obwohl es nicht gelang, funktionierende Dampfmaschinen herzustellen, ist die Fabrik wegweisend für die Industrialisierung Sachsen-Anhalts gewesen.

## Vorgeschichte
Mit dem Erwerb des säkularisierten Klostergutes Althaldensleben durch Johann Gottlob Nathusius im Jahr 1810 begann auch die Geschichte der Nathusius Gewerbeanstalten. 1811 hatte Nathusius auch das Schloss Hundisburg mit seinem Gutsbetrieb übernommen. In den folgenden Jahren errichtete er auf den beiden benachbarten Besitzungen verschiedene Gewerbe und Manufakturen. Zunächst konzentrierte er sich auf eine Verbesserung der land- und viehwirtschaftlichen Methoden sowie der Verarbeitung der dort gewonnenen Produkte. Ab 1812 entstand in Althaldensleben deshalb die Zuckerfabrik Nathusius. Die junge Zuckerindustrie stand jedoch vor dem Problem, die noch wenig zuckerhaltigen Runkelrüben effektiv zu verarbeiten. Sowohl die Zerkleinerung wie auch das Auspressen der Rüben war mit herkömmlichen Methoden zeitaufwändig und uneffektiv. Auch wenn Nathusius mit Produktionsvorrichtungen aus seiner Magdeburger Tabakfabrik die Ergebnisse verbessern konnte, merkte er schnell, dass es speziellerer Maschinen und kraftvollerer Antriebe bedurfte, um mittelfristig konkurrenzfähig gegenüber dem billigen, importierten Rohrzucker produzieren zu können. Daneben wurden auch in anderen Betrieben der Gewerbeanstalten Maschinen eingesetzt. Es war naheliegend, dass Nathusius die Errichtung einer eigenen Maschinenherstellung und -Werkstatt ins Auge fasste.

## Die Maschinenfabrik des Johann Gottlob Nathusius
Auch wenn die Herstellung von Maschinen, wie sie in England produziert wurden, zunächst einmal kaufmännischen Erwägungen entsprang, sah Nathusius auch einen volkswirtschaftlichen Vorteil darin, bislang importierte Maschinen und Geräte vor Ort zu produzieren, „… um so das Geld dem Lande zu erhalten und dabei doch dem vaterländischen Oekonomen und Gewerbetreibenden die Maschinen noch wohlfeiler zu verschaffen, als sie dieselben aus England beziehen können …“.
Bereits 1814 hatte Nathusius ein erstes Gebäude zur Metallverarbeitung am Dorfrand von Hundisburg anstelle der bislang hier vorhandenen „Niedermühle“ an der Beber anlegen lassen – für einen Kupferhammer und eine Eisengießerei. Dabei dienten die Wasserkräfte zum Antrieb von Schwanzhämmern und Blasebälgen. Wahrscheinlich zeitnah entstand in geringer Entfernung ein zweigeschossiges Gebäude, das der Unterbringung der Fabrikarbeiter diente. Es wurde in damaligen Karten als Zechenhaus bezeichnet. 1815 lernte Nathusius anlässlich eines Besuches bei einem Berghauptmann Gerhard in Berlin einen jungen Mechaniker kennen. Ernst Neubauer kam aus Königsburg und hatte ein paar Jahre in Maschinenfabriken in London und Birmingham als Mechaniker gearbeitet. Nathusius war von dem Fachwissen und der Selbstsicherheit des jungen Mannes beeindruckt und bot ihm ein, eine Maschinenfabrik nach englischem Vorbild in Hundisburg zu errichten. Neubauer stimmte zu und es wurde ein Sozietätskontrakt zwischen den beiden geschlossen. Nach Nathusius’ Planung sollte die Fabrik Investitionskosten von 12.000 Talern verursachen, die er finanzieren würde.
Zunächst sollte Neubauer die vorhandenen Zerkleinerungseinrichtungen für die Rübenzuckerproduktion in Althaldensleben verbessern. Offensichtlich überzeugte er Nathusius bei dieser ihm gestellten Aufgabe. Im Frühjahr 1816 wurde er nach England geschickt, um dort im Namen von Nathusius benötigte Produktionsmittel zu kaufen: Drehbänke, Cirkuliersägen und eine 7″ Dampfmaschine. Außerdem warb er zwölf englische Former und Schlosser an, die mit ihm und den Fabrikbestandteilen nach Hundisburg kamen. Während der Abwesenheit Neubauers wurde der als Werkmeister in Hundisburg von einem Berliner Mechaniker vertreten, dessen gesamte Werkstatt Nathusius’ gekauft hatte, um ihn von der Annahme der Vertretung zu überzeugen. Neben Neubauer gab es später einen weiteren Fabrikleiter, Herrn Ihningen, der vermutlich ebenfalls von Nathusius gewinnbeteiligt wurde.
Die englischen Arbeiter brachten zwar das benötigte Fachwissen mit, stellten sich aber als anspruchsvoll heraus. Sie verlangten eine deutlich bessere Behandlung als die lokalen Angestellten. Da sie auf fleischintensive Verpflegung bestanden, musste jede Woche ein Ochse für sie geschlachtet werden, auch wurde ihnen ein eigener Koch finanziert. Selbst wenn so die Kosten deutlich höher lagen, als ursprünglich von Nathusius geplant, war er dennoch überzeugt davon, eine gewinnbringende Investition zu finanzieren. Die positive Resonanz auf Bekanntgabe der Fabrikeröffnung trug dazu bei. Von überall kamen Besucher und es gingen bereits Aufträge ein, bevor die erste Maschine produziert wurde. Die Nachfrage nach heimischen Maschinen war enorm und bald schon konnten die ersten, noch recht einfachen Landmaschinen verkauft werden.
Es gab jedoch schnell Qualitätsprobleme bei der Herstellung komplizierterer Maschinen. Das zur Herstellung von Dampfmaschinen in den eigenen Kupolöfen gefertigte Gusseisen war zu spröde und brach unter hohen Belastungen, weil Neubauer beim Schmelz- und Gießvorgang minderwertiges Brennmaterial (Koks) verwandte. Um keine Zeit zu verlieren, wurde ein Teil der aus England stammenden Arbeiter zu der im Harz gelegenen Rübeländer Eisenhütte geschickt, um dort die benötigten Gussteile herzustellen.
Die Maschinenfabrik (Maschinenkonstruktion) selbst wurde im Hundisburger Schloss eingerichtet. Vorher waren bereits die zuarbeitende Eisengießerei sowie der Kupferhammer unterhalb des Schlosses angelegt worden.

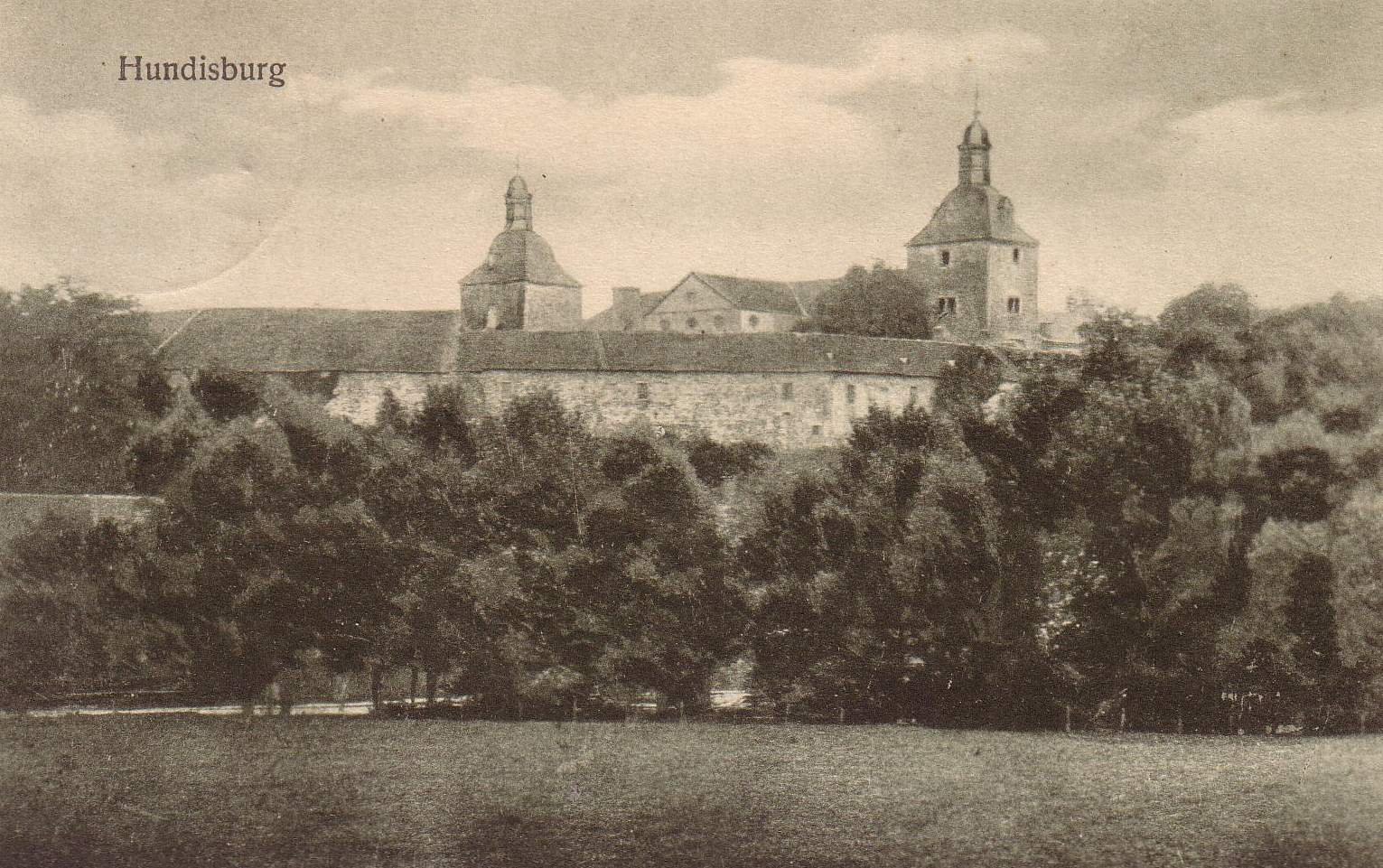
Schlossanlage Hundisburg

### Schloss Hundisburg
Das barocke Schloss mit seinen vormals herrschaftlichen Repräsentationsräumen wurde von Nathusius, der für sich selbst einen bescheidenen Lebensstil vorzog und mit den erworbenen Räumlichkeiten wenig anfangen konnte, ab 1814 großteils zur Einrichtung der Maschinenfabrik zweckentfremdet. In den prächtigen Zimmern mit ihren gepressten Ledertapeten und Decken mit Stuck wurde nun in frühindustriellen Strukturen gearbeitet. Die Fabrik nahm fast das ganze Schloss ein und bestand aus verschiedenen Werkstätten: der Schmiede, der Wagnerei, der Schreinerwerkstätte, der Böttcherei, der Holzdrechselei und einer Metalldrechselei. Im Jahr 1817 waren dort bis zu 50 Arbeiter beschäftigt. Der Einrichtung der Maschinenfabrik im Schloss fiel vermutlich auch die bau- und kunsthistorisch bedeutende Schlosskapelle zum Opfer. Der Kapellenraum wurde durch Umbauten in kleinere Räume zu Wohnzwecken und wohl sogar zu Stallungen umgewidmet.
Gemäß einer 1822 erfolgten Aufstellung der Ausrüstung der zu dem Zeitpunkt bereits stillgelegten Maschinenfabrik, die das Berliner Handelsministerium von einem entsandten Spezialisten anfertigen ließ, um einen Kauf von Teilen zu prüfen, befanden sich dort an wesentlichen Ausrüstungsgegenständen:

„1. eine 7″-Dampfmaschine mit Parallelogramm, eisernem Balanzier und Schwungrad zum Antrieb der Drehbänke, ist in England gefertigt und in guten Verhältnissen ausgeführt, steht seit 3 Jahren still, ist verrostet
2. eine selbstgebaute Dampfmaschine von 7 PS ...., zu der die Gußwaren die Rübeländer Hütte geliefert hatte. Die Maschine funktionierte nicht recht und wurde als Schrott eingelagert ....
3. überdimensionierte Gußteile für Dampfmaschinen
4. teilweise fertige, gut gebaute hydraulische Pressen
5. mehrere abgedrehte Walzen
6. nach schottischem Muster konstruierte Dreschmaschine
7. eiserne Wellen
8. fehlerhafte Maschinenteile zur Bleirohrherstellung, nur Schrottwert
9. ein fehlerhaft konstruiertes Baader’sches Zylindergebläse zum Betrieb der Cupol-Öfen mit Holzbottich von 4 ft Durchmesser, in den ein eisernem Zylinder von 2 1/2 ft. Durchmesser mit Windklappen eintaucht, Brennholz und Schrott
10. Ackergerätschaften
11. vier ganz neue englische Ciculier-Sägen bis zu 18″ Durchmesser
12. eine komplette … Bewegung für eine große Dampfmaschine“

### Kupferhammer und Eisengiesserei
Für die Zulieferung zur Maschinenproduktion wurde ein Gebäude unterhalb der Burg errichtet – mit einer Eisengiesserei, ausgestattet mit 2 Kupolöfen sowie einem wassergetriebenen Kupferhammer. Der Kupferhammer bestand aus einer sogenannten kalten sowie einer warmen Schmiede und beschäftigte rund 40 Personen. Benötigtes Kupfer wurde aus den im Harz liegenden Orten Rothenburg und Sangerhausen bezogen. Beim Kupferhammer befand sich auch ein Bleiröhrenzug. Der Breslauer Kameralwissenschaftler Friedrich Benedict Weber beschrieb die Anlage anlässlich eines oder mehrerer Besuche in Hundisburg und Althaldensleben in den Jahren 1814 bis 1817:

„Ist zu Hundisburg (welches über 4000 Morgen Forst hat) ein Kupfer- und Eisenhammer und eine Eisengießerey, wo sowohl für den eignen Bedarf in der Wirthschaft und den andern Fabricationen, als auch zum Verkauf, allerley gewöhnliche kupferne und Eisenwaaren verfertiget, und Schmiedearbeiten betrieben werden. – Auch bleyerne Röhrenzüge werden hier gemacht.“

Die bereits weiter oben erwähnte Aufstellung des Berliner Handelsministeriums vermerkt zur Ausstattung:

„... 13) in der Eisengießerei stehen zwei Cupolöfen, noch brauchbar
14) 3.000 Scheffel Koks von schlechter Qualität und ca 150 Ztn. Schrott in Form mißratener Ofenplatten aus dem Harz. Die Cupolöfen wurden durch in England angeworbene Former betrieben ...
15) Kupferhammer ständig in Betrieb, ...“

Der Kupferhammer wurde auch nach Stilllegung der Maschinenfabrik weiter betrieben und erst 1843 demontiert. An seiner Stelle wurden in der Niedermühle zwei Mahlgänge und eine Schneidemühle eingerichtet.

### Produktion
Das Produktportfolio der Hundisburger Maschinenfabrik war breit gefächert. Es umfasste Maschinen und Geräte für die Zuckerproduktion – vor allem hydraulische Pressen, Dampfkochapparate und Kessel. Außerdem Gebläse, Walzen sowie Brenn- und Brauereiapparate. Eine wichtige Produktgruppe waren auch landwirtschaftliche Maschinen: Dresch-, Fruchtreinigungs- und Drillmaschinen, Pflüge, Exstirpatoren, Pferdehacken, Häcksel- und Wurzelschneidemaschinen, Heuwendemaschinen und Kartoffelquetschen.
Weber beschrieb in seinen Reiseberichten die Produktionsergebnisse der Fabrik in übertriebener Form:

„... verfertigt man auf Bestellung, nach den besten englischen Mustern, die größten und wichtigsten Maschinen und Werkzeuge, deren man in der Landwirthschaft und im Fabrikwesen bedarf: besonders auch Feuer- und Dampfmaschinen, von beliebiger Größe und Würkung; ferner Dreschmaschinen, Getreidereinigungsmaschinen, Heuwendemaschinen, englische Pflüge und dergleichen mehr ...“

Zur Preispolitik vermerkte Weber:

„Die Preise der Maschinen, wenn sie nicht schon mehrmals hier bestellt und gemacht worden sind, oder die Modelle, die man von denselben verlangt, können nicht im Voraus bestimmt werden. Man setzt sie nur erst dann, wenn die Sachen fertig sind, fest; indem man genau berechnet, a) den Werth der gebrauchten Materialien, – nach dem, in der Gegend üblichen Preis; b) das dafür bezahlte Arbeitslohn; c) 10 pro C. des Preises jeder Sache als Beytrag zum Amortisationsfonds, der zur allmählichen Tilgung der ersten Anlagekosten der Fabrik bestimmt ist.“

Eine große Dreschmaschine aus eigener Produktion, die auf dem Gut Althaldensleben eingesetzt und durch vier Pferde angetrieben wurde, konnte an einem Tag 24 bis 30 Schock Frucht ausdreschen. Dieses Gerät kostete 540 Taler. Die Werkzeuge und Maschinen wurden teilweise zum Verkauf in der Magdeburger Niederlassung der Nathusius Gewerbeanstalten (Nathusius Producten- und Fabricatenniederlage, eine Commissions-Anstalt für sämmtliche Departements), teilweise auf Bestellung angefertigt.

### Hydraulische Presse
Besondere Aufmerksamkeit erregte eine in Hundisburg gebaute hydraulische (oder auch „hydromechanische“) Presse. Nach dem Leipziger Physikprofessor Ludwig Wilhelm Gilbert war die Hundisburger Presse die erste solche Konstruktion in Deutschland. Die Presse war ursprünglich zum effektiveren Auspressen des Zuckerrübensaftes in der Nathusius’schen Zuckerfabrik gedacht. Die Einsatzmöglichkeiten des Gerätes schienen jedoch umfangreicher:

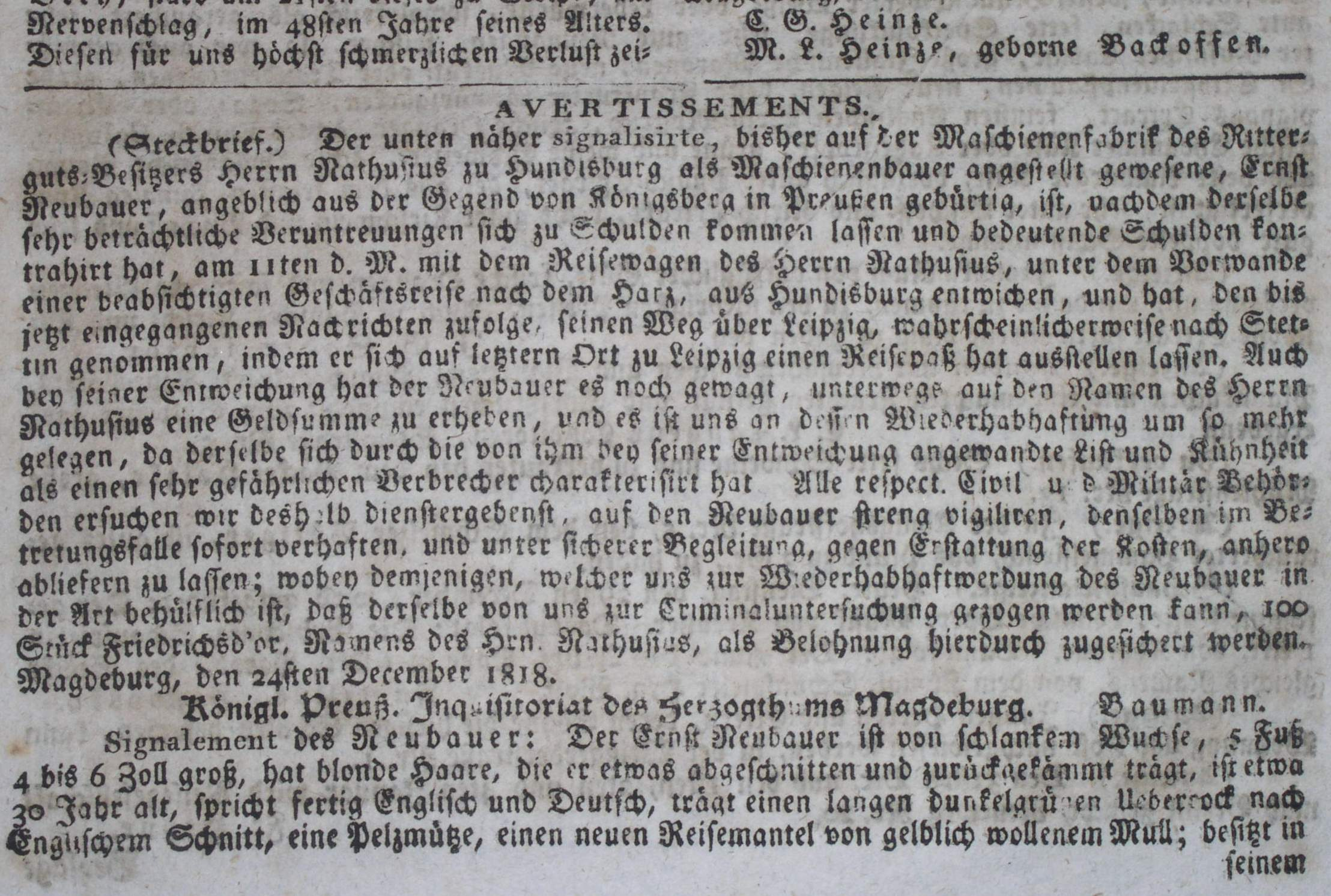
Steckbrief zur Suche des flüchtigen Maschinenbauers Ernst Neubauer von 1818

„In der zu Hundisburg in Magdeburg, von dem Kaufmann und Gutsbesitzer Herrn Nathusius errichteten Maschinen-Fabrik, ist von dem Mechanikus Neubauer eine hydro-mechanische Presse zu Stande gebracht worden, welche, wenn sie durch 2 Menschen in Bewegung gesetzt ist, in Zeit von einigen Minuten bis zu ihrer höchsten Wirkung kömmt, einen Druck von 300000 Pfund ausübt, und dann nach Belieben in dieser höchsten Spannung erhalten, oder durch Oeffnung des Auslaß-Ventils nachgelassen werden kann. Dabei erfordert sie nicht so viel Platz als eine gewöhnliche Schraubenpresse, und leistet doch so viel als 8, beim Papierpressen selbst so viel als 15 gewöhnliche Schraubenpressen. Beim Auspressen des Runkelrübensaftes giebt sie 50% mehr Saft als die gewöhnliche Presse. Sie ist den Zuckerraffinerien zum Syrop-Abpressen, den Oehlmühlen, den Tuchfabriken zum heißen Pressen der Tücher zu empfehlen und läßt sich vortheilhaft brauchen, um beim Schiffsbau die Schiffsplanken krumm zu biegen, um in den Forsten die Bäume mit den Wurzeln auszuziehen u.d.m.“

### Abruptes Ende
Im Jahr 1818 war endlich die erste Dampfmaschine fertiggestellt. Sie wurde in Hundisburg zu Vorführzwecken aufgebaut und zog von überall Interessierte an, die sie ansehen wollten. Unter den vielen bedeutenden Besuchern war auch der Regierungspräsident von Magdeburg, Friedrich von Bülow. Die Maschine lief zuverlässig im Probebetrieb und Nathusius wollte seine erste Dampfmaschine selbst behalten. Als ein Fabrikant der Gegend ihm aber einen Preis von 1000 Talern oberhalb des avisierten Listenpreises für nachfolgende Modelle anbot, wurde sie an ihn verkauft. Neubauer montierte die Maschine am Ort der Bestimmung, aber als man die Arbeit mit ihr beginnen wollte, versagte sie. Der Käufer machte Entschädigungsansprüche, Nathusius wandte sich zwecks Instandsetzung an Neubauer. Der erklärte, er müsse ein Ersatzteil aus der Harzer Giesserei holen, woraufhin er am 11. Dezember 1818 mit dem Reisewagen Nathusius’ und einigen 100 Talern abreiste und nicht mehr zurückkam. Wahrscheinlich setzte er sich über Leipzig nach Norddeutschland ab, um dort eine Passage nach Amerika zu buchen; man hörte nie wieder von ihm.
Nathusius setzte 100 Friedrich d’or auf Neubauers Ergreifung aus und schaltete Ende Dezember entsprechende Suchanzeigen in Zeitungen. Die Demütigung war groß, war er doch jahrelang von einem Schwindler betrogen worden. Die Fabrik wurde sofort stillgelegt, ihre Türen wurden versiegelt. Der Unternehmer hatte über den gesamten Zeitraum 100.000 Taler in die Fabrik investiert und somit verloren. Hundisburg hatte damals etwa 800 Einwohner.

## Die Maschinenfabrik von Ole Johansen Winstrup
Im Jahr 1824 schlug der dänische Mechaniker und Landmaschinenbauer Winstrup vor, die zwar stillgelegte aber noch bestehende Hundisburger Maschinenfabrik auf eigene Rechnung fortzuführen. Nathusius verkaufte dem Dänen die Maschinenfabrik zu vorteilhaften Konditionen und Winstrup etablierte seine Firma in Hundisburg.
In verschiedenen Zeitungen wurde die Übernahme der Hundisburger Maschinenfabrik durch Winstrup inseriert, so am 26. Juni 1825 in den Oekonomischen Neuigkeiten und Verhandlungen oder am 30. Juni 1825 in den Möglin’schen Annalen der Landwirtschaft:

„Die auf meinem Gute Hundisburg auf Magdeburg von mir errichtete Maschinen-Fabrik habe ich dem Herrn D. J. Winstrup aus Kopenhagen, Mechanikus und Danebrogsmann auch Mitgliede der Königl. Dänischen Landhaushaltungs-Gesellschaft, übergeben, welcher solche für seine Rechnung fortsetzen wird. Ich habe in ihm einen Mann gefunden, der mit gründlichen Kenntnissen praktische Erfahrung verbindet, auch betreibt derselbe bereits seit mehreren Jahren eine eigene Maschinen-Fabrik zu Kopenhagen. Ich ersuche daher einen Jeden, der Maschinen oder Gußeisen-Waaren zu haben wünscht, sich an "die Maschinen-Fabrik zu Hundisburg bei Magdeburg" oder "an Herrn D. J. Winstrup" daselbst zu wenden. Althaldensleben, den 30sten Juni 1825.“

sowie:
Winstrup bot ein Produktprogramm, das er schon früher in Dänemark entwickelt hatte und das durch die Vielzahl angebotener neuartiger Ackerwerkzeuge und Landmaschinen auf sich aufmerksam machte. Es beinhaltete den „Winstrups Pflug“, „Winstrups Räderpflug“, Nachbauten englischer und amerikanischer Pflüge, Untergrundpflüge und Sämaschinen, Getreide-Reinigungs- und Flachsbrechmaschinen sowie Aggregate für Windmühlen, Pumpmühlen, Malz- und Korndarren. Winstrups „Dynamometer“ war noch in der Zeit um den Ersten Weltkrieg gebräuchlich. Er konnte sich jedoch mit seiner zwar hochwertigen, aber auch teuren Produktpalette auf dem mitteldeutschen Markt nicht entscheidend durchsetzen. Die Vielzahl seiner Produkte wurde von den Kunden zwar geschätzt, die Herstellung konnte so aber nicht kosteneffizient erfolgen. 1929 musste er seine Fabrik schließen und verbrachte den modernen Werkzeugbestand von Hundisburg nach Kopenhagen, um dort mit der Herstellung von Hydraulikpumpen und anderen innovativen technischen Geräten fortzufahren. Unter seinen vielen Vorschlägen für technische Verbesserungen gehörte eine nicht in die Praxis umgesetzte Drucktechnik für fälschungssichere Banknoten. Eine Seite dieser Scheine zeigte einen Stich von Hundisburg.

## Bedeutung
Die Industrialisierung Sachsen-Anhalts wurde – anders als in anderen Regionen Deutschlands – vor allem von der jungen Rübenzuckerindustrie gefördert. So waren auch Versuche Nathusius', mit eigenen Produkten unabhängig vom Import englischer Maschinen zu werden, trotz mancher Misserfolge vorbildhaft für andere Unternehmer. Die durch ihn in den Magdeburger Raum gebrachten Fachkenntnisse englischer Maschinenherstellung, unter anderem durch die angeworbenen Fachkräfte aus England, sollten auch nach dem Niedergang der Hundisburger Fabrik befruchtend auf die Entwicklung Magdeburgs zu einem späteren Standort des Maschinenbaus und in Folge auch der Schwerindustrie wirken. Ein Beispiel sind die Aktivitäten der Gebrüder Aston.

### Die Maschinenfabrik und Eisengießerei der Gebrüder Aston
Unter den zwölf englischen Formern und Schlossern, die Neubauer 1815 auf Wunsch Nathusius’ nach Hundisburg gebracht hatte, waren auch die Brüder Samuel (1792–1848) und Georg Aston. Sie sollten bei der Entwicklung des Maschinenbaus im Magdeburger Wirtschaftsraum eine wichtige Rolle spielen.
Anders als ihre Landsleute kehrten die beiden Brüder nach der Einstellung der Hundisburger Maschinenproduktion nicht wieder nach England zurück, sondern vertraten in Magdeburg und Umgebung englische Hersteller von Maschinen für Zuckerfabriken oder arbeiteten im Bergbau in Zorge im Harz. Samuel Aston gründete 1823 die erste Maschinenfabrik (Mechanische Werkstatt am Knochenhauerufer 19) in Magdeburg.
1829 trat Georg Aston als Teilhaber in die Firma ein, die sich mittlerweile am Trönsberg 48 befand und in Folge in Maschinenfabrik und Eisengießerei Gebrüder Aston & Co. umfirmiert wurde. Das Unternehmen stellte Betriebs-Dampfmaschinen (Export bis nach Böhmen), hydraulische Pressen, Pumpen sowie Maschinen und Apparate für die Zuckerindustrie her. Nach dem Tod des Bruders verkaufte Aston 1839/1840 das Unternehmen an den Grafen Henrich zu Stolberg-Wernigerode, der Lorenz Schöttler (1801–1864) mit der technischen Leitung beauftragte. Aston gründete später in Burg erneut eine Maschinenfabrik (Maschinen- und Orléansfabrik), die noch bis ins 20. Jahrhundert als Aston’sche Maschinenfabrik firmierte.